# Wireless Experimental Centre
Pour les articles homonymes, voir WEC.
Le Wireless Experimental Centre (WEC) est l'un des deux avant-postes du GC&CS (Bletchley Park), pendant la Seconde Guerre mondiale. L'autre avant-poste est le FECB Far East Combined Bureau.  

## Mission
Sis à Anand Parbat, près de  Delhi, le WEC comprend des personnels de l'Intelligence Corps, de la British Army, de l'Armée des Indes, enfin de la RAF, soit un millier d'hommes et de femmes.
Sous l'autorité du colonel Marr-Johnson, le WEC sert de station d'interception des trafics chiffrés japonais, mais aussi de bureau de décryptage.
Trois postes avancés, le Wireless Experimental Depot d'Abbottabad, le Western Wireless sub-centre de Bangalore et le Eastern Wireless sub-centre de Barrackpore.
De surcroit, environ 88 installations d'écoute radio sont réparties autour des Indes, plus plusieurs stations-Y mobiles.

## Organisation
En 1944, le WEC est organisé en cinq "sections".
- Section A : administration.
- Section B : collation et évaluation du renseignement transmissions, compilation de l'ordre de bataille ennemi.
- Section C : décryptage et traduction des trafics ennemis.
- Section D : analyse du trafic des réseaux radio ennemis.
- Section E : radio-interception.

La Section C est braquée contre les transmissions de l'aviation et de l'armée de terre japonaises de Birmanie et du Sud-Est asiatique.
Les documents interceptés par la Section E sont analysés par la Section D, décryptés et traduits par la Section C, puis exploités par la Section B.

## Liens
- OP-20-G
- US Army Signals Intelligence Service
- B-Dienst
- Bletchley Park
- Codes et chiffres japonais

- (en) Cet article est partiellement ou en totalité issu de l’article de Wikipédia en anglais intitulé « Wireless Experimental Centre » (voir la liste des auteurs).